# Express (plataforma de satélite)

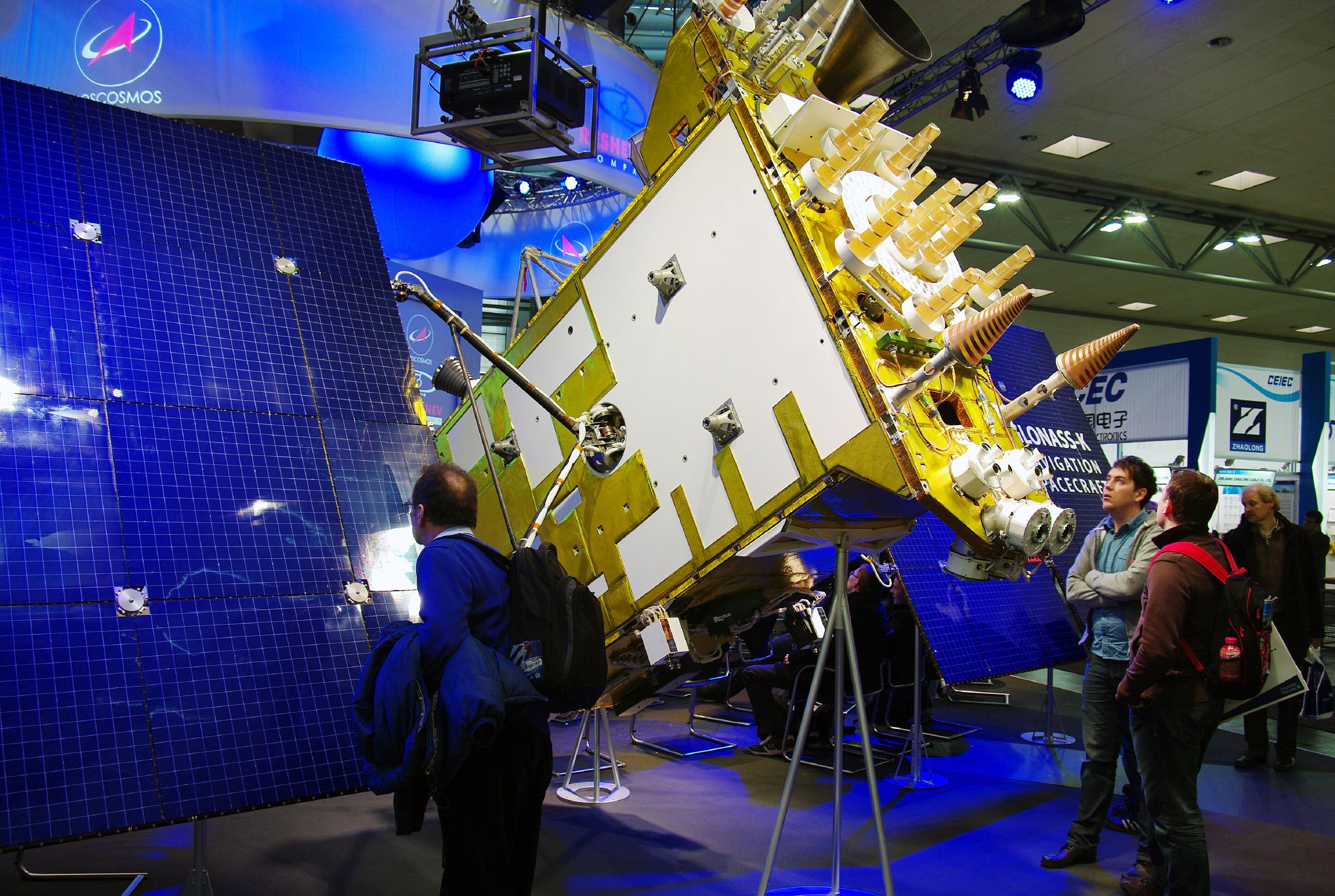
Satélite GLONASS usando a plataforma Express 1000.

Express, (em russo Экспресс, ou Expresso), é a denominação de uma moderna plataforma de satélites de origem russa sobre a qual a ISS Reshetnev (anteriormente "NPO PM"), constrói modernos satélites de comunicação.
Atualmente são fabricadas três variantes dessa plataforma: as Express 1000, 2000 e 4000, que variam em peso e potencia elétrica fornecida ao módulo de carga útil. 

## Características Gerais
As características gerais das plataformas "Express" são as seguintes:
- Vida útil operacional estimada de 15 anos
- Probabilidade de falha ao final da vida útil de apenas 0,9%
- Operação em órbita geoestacionária
- Manutenção do satélite em posição de operação em órbita com precisão de ± 0,05° em longitude e latitude
- Possibilidade de mudança de longitude em 2 graus por dia[1]
- Sistema de controle de temperatura combinado e redundante
- Painéis solares de grande eficiência
- Baterias de alta performance com origem nos satélites militares
- Propulsores de plasma para correção orbital

## Variantes

### Express 1000
A plataforma Express 1000 foi desenvolvida em algumas versões: 1000K para satélites de 1.200 kg; 1000H para satélites de 1.700 kg; 1000SH para satélites de 2.200 kg. No momento, apenas dois modelos foram mantidos: o 1000K e o novo 1000NTV, este último para satélites entre 1.900 e 2.100 kg.

### Express 2000
A plataforma Express 2000 é resultado do desenvolvimento da Express 1000H. Ela vai atender o mercado interno Russo atendendo a Roscosmos e o Ministério da Defesa Russo.

### Express 4000
A plataforma Express 4000 é uma adaptação da 2000 voltada para o mercado externo. O contrato de desenvolvimento, foi firmado em 2008 entre a ISS Reshetnev e a Thales Alenia Space. A "Express 4000" foi criada usando tecnologias da Spacebus 4000, exceto o sistema de impulsão de apogeu, pois o lançador russo Proton-M, com o estágio superior Briz-M coloca o satélite diretamente em órbita geoestacionária. A potência fornecida por esta plataforma pode chegar a 14 kW, o que corresponde a aproximadamente 60 transponders. A vida útil estimada para ela é de não menos que 15 anos.